# 太皇太后
太皇太后（たいこうたいごう、英: Grand Empress Dowager）は、先々代の帝王の正妻（皇后）もしくは、当代の帝王の祖母に対して用いる尊称である。日本及び中国をはじめとする東アジア圏の歴代王朝で使用された。

## 日本の太皇太后

### 概要
転じて日本では、以前皇后だったものに対して用いる尊称ないし位とされたことがある。現在の敬称は「太皇太后陛下」であるが、古くは太皇太后宮（おおきおおいきさいのみや）というように「宮」（ぐう）の字をつけて敬称した。
日本では律令制の導入以降この称号が使われるようになった。令では中宮職を担当の役所となし、『令義解』では「太皇太后……の宮また自ずから中宮なり」とし、中宮職をもって太皇太后に仕える根拠とするが、実際には中宮職と別個に太皇太后宮職をおいて奉仕させた。天皇の在位期間が短くなる、平安時代後期には、以前に皇后（中宮）だったものが、のちに新たに皇后が立てられると皇太后と称せられ、さらにまた新たな皇后が立てられると、繰り上がって太皇太后の位を贈られるようになった。
明治になり、律令は廃止されたが、太皇太后の称は残り、旧皇室典範で太皇太后は皇族（内廷皇族）とされた。太皇太后への敬称は陛下を用いる。また皇室喪儀令（大正15年皇室令第11号）では、太皇太后が崩ずるに際しては、宮内大臣が公示し追号を定め、天皇が喪主となると定める。
第二次世界大戦後、日本国憲法と共に新たに皇室典範が施行され、同じく太皇太后は皇族とされ（第2条）、また摂政に就任しうるものとされる（第17条）。また敬称は陛下を用い（第23条）、太皇太后を葬るところは陵と称する（第27条）。
なお平安末期の保元3年（1158年）2月に太皇太后になった藤原多子（近衛天皇皇后。後に二条天皇の後宮に入り「二代の后」と通称された）を最後に、その崩御から現在に至るまでの823年間、歴史上（皇統）に太皇太后は登場していない。これには、前近代には皇后が立てられない時期が長かったのと、明治以降当代の天皇が在位中に（現在の皇室典範では）祖母に充たる女性が同時に存命していることがなかったためである（大正天皇の生母である柳原愛子は孫の昭和天皇が即位した後の昭和18年（1943年）まで健在だったが、皇后ではなかったので皇太后・太皇太后にはなっていない）。

### 歴代の太皇太后
| 太皇太后   | 天皇との関係                           | 立太皇太后年月日          | 立太皇太后以前 |
| ---------- | -------------------------------------- | ------------------------- | -------------- |
| 藤原宮子   | 文武天皇夫人 聖武天皇母 孝謙天皇祖母   | 天平勝宝元年（749年）     | 皇太夫人       |
| 橘嘉智子   | 嵯峨天皇皇后 仁明天皇母                | 天長10年（833年）3月2日   | 皇太后         |
| 正子内親王 | 淳和天皇皇后                           | 斉衡元年（854年）4月26日  | 皇太后         |
| 藤原順子   | 仁明天皇女御 文徳天皇母 清和天皇祖母   | 貞観6年（864年）1月7日    | 皇太后         |
| 藤原明子   | 文徳天皇女御 清和天皇母 陽成天皇祖母   | 元慶6年（882年）1月7日    | 皇太后         |
| 藤原穏子   | 醍醐天皇皇后 朱雀天皇母 村上天皇母     | 天慶9年（946年）4月26日   | 皇太后         |
| 昌子内親王 | 冷泉天皇皇后                           | 寛和2年（986年）7月5日    | 皇太后         |
| 藤原遵子   | 円融天皇皇后                           | 長和元年（1012年）2月14日 | 皇太后         |
| 藤原彰子   | 一条天皇皇后 後一条天皇母 後朱雀天皇母 | 寛仁2年（1018年）1月7日   | 皇太后         |
| 禎子内親王 | 後朱雀天皇皇后 後三条天皇母            | 治暦4年（1068年）4月16日  | 皇太后         |
| 章子内親王 | 後冷泉天皇皇后                         | 延久元年（1069年）7月3日  | 皇太后         |
| 藤原寛子   | 後冷泉天皇皇后                         | 延久6年（1074年）6月20日  | 皇太后         |
| 令子内親王 | 白河天皇皇女 鳥羽天皇准母              | 長承3年（1134年）3月19日  | 尊称皇后       |
| 藤原多子   | 近衛天皇皇后                           | 保元3年（1158年）2月3日   | 皇太后         |
| 贈太皇太后 | 天皇との関係                           | 贈太皇太后年月日          | 贈太皇太后以前 |
| 高野新笠   | 光仁天皇夫人 桓武天皇母 平城天皇祖母   | 大同元年（806年）5月19日  | 贈皇太后       |
| 藤原安子   | 村上天皇皇后 冷泉天皇母 円融天皇母     | 安和2年（969年）8月25日   | 贈皇太后       |

## 日本以外の太皇太后
- ファビオラ・デ・モラ・イ・アラゴン - 近現代における海外王室で、太皇太后に相当する人物（ベルギーのボードゥアン1世妃。2013年7月21日の甥・フィリップ即位後から2014年12月5日の自身の崩御まで）。なおベルギーでは退位後も「王妃」の称号が維持される。
- メアリー・オブ・テック - 同上（イギリスのジョージ5世妃。孫娘・エリザベス2世の即位後から自身の崩御まで）。
- アウグスタ・フォン・ザクセン＝ヴァイマル＝アイゼナハ - 同上（プロイセン王およびドイツ皇帝ヴィルヘルム1世の妃。孫・ヴィルヘルム2世の即位後から自身の崩御まで）。

## 太太皇太后
阮朝ベトナム帝国の第3代皇帝・紹治帝の皇后であった范氏姮は、1889年に先先々代の皇后の身分となり、太皇太后のさらに上にあたる太太皇太后（たいたいこうたいごう、Thái Thái Hoàng Thái Hậu）の称号を贈られている。